# Carl Esmond
Pour les articles homonymes, voir Esmond et Eichberger.
Willy Eichberger, connu sous le nom de scène Carl Esmond, ou parfois Charles Esmond, est un acteur austro-américain né le 14 juin 1902 à Vienne (alors en Autriche-Hongrie) et mort le 4 décembre 2004 à Los Angeles (Californie).

## Filmographie
- 1933 : Kaiserwalzer : Victor
- 1933 : Liebelei : Oberleutnant Theo Kaiser / Lieutenant Theo Kaiser
- 1933 : Kleines Mädel - großes Glück : Georg Hellwig
- 1933 : Inge und die Millionen : Walter Brink, Angestellter der Spedition
- 1934 : Die Liebe siegt
- 1934 : Romance d'amour (Blossom Time) : Rudi
- 1934 : Prima Donna (Evensong) : archiduc Théodore
- 1935 : Invitation to the Waltz : Carl
- 1935 : Blutsbrüder : Mirko, der Herr
- 1935 : Die Pompadour : Francois Boucher
- 1936 : Der Favorit der Kaiserin
- 1936 : Der Postillon von Lonjumeau : Chapelon, Postillon von Lonjumeau
- 1936 : Fräulein Veronika : Paul Schmidt
- 1936 : Burgtheater : Josef Rainer
- 1936 : Romanze
- 1937 : Der Weg des Herzens
- 1938 : La Patrouille de l'aube (The Dawn Patrol) : Von Mueller
- 1939 : Tonnerre sur l'Atlantique (Thunder Afloat) de George B. Seitz : U-boat captain
- 1940 : Little Men : Professor
- 1941 : Sergent York (Sergeant York) : German major
- 1941 : Crépuscule (Sundown) : Jan Kuypens
- 1942 : Pacific Rendezvous : Andre Leemuth
- 1942 : Panama Hattie : Lucas Kefler
- 1942 : La Marine triomphe (The Navy Comes Through) : Richard 'Dutch' Kroner
- 1942 : Sept amoureuses (Seven Sweethearts) : Carl Randall
- 1943 : Margin for Error d'Otto Preminger : Baron Max von Alvenstor
- 1943 : First Comes Courage : Maj. Paul Dichter
- 1944 : Inconnu à cette adresse (Address Unknown) de William Cameron Menzies : Baron von Friesche
- 1944 : L'Odyssée du docteur Wassell (The Story of Dr. Wassell) : Lt. Dirk Van Daal
- 1944 : Resisting Enemy Interrogation : Major von Behn - Nazi Commandant
- 1944 : The Master Race (en) : Dr Andrei Krystoff
- 1944 : Espions sur la Tamise (Ministry of Fear) : Willi Hilfe
- 1944 : Angoisse (Experiment Perilous) : Maitland
- 1945 : Sans amour (Without love) : Paul Carrell
- 1945 : La Princesse et le Groom (Her Highness and the Bellboy) : Baron Zoltan Faludi
- 1945 : Notre cher amour (This Love of Ours) : Uncle Bob
- 1946 : The Catman of Paris : Charles Regnier
- 1946 : Le Retour à l'amour (Lover Come Back) de William A. Seiter : Paul Millard
- 1947 : Une vie perdue (Smash-Up: The Story of a Woman) : Dr Lorenz
- 1947 : La Belle Esclave (Slave Girl) : El Hamid
- 1948 : La Grande Menace (Walk a Crooked Mile) de Gordon Douglas : Dr Ritter von Stolb
- 1950 : L'Aigle du désert (The Desert Hawk) : Kibar
- 1950 : Le Sous-marin mystérieux (Mystery Submarine) : Lt. Heldman
- 1952 : Le monde lui appartient (The World in His Arms) : Prince Semyon
- 1953 : Regina Amstetten : Prof. Werner Grüter
- 1953 : Liebeserwachen : Michael Rainer, Maler
- 1955 : Lola Montès : Doctor
- 1958 :  De la Terre à la Lune (From the Earth to the Moon) : Jules Verne
- 1959 : Caravane vers le soleil (Thunder in the Sun) de Russell Rouse : André Dauphin
- 1962 : Hitler : Field Marshal Wilhelm Keitel
- 1962 : Brushfire : Martin
- 1963 : Le Baiser du vampire (The Kiss of the Vampire) : Anton (US TV version)
- 1965 : Morituri : Cmdr. Busch
- 1966 : Le Mur des espions (Agent for H.A.R.M.) : Professor Janos Steffanic
- 1970 : Le Virginien (TV) saison 9 épisode 07 (Crooked corner) : Alex Huber
- 1985 : Mes 400 coups: la légende d'Errol Flynn (My Wicked, Wicked Ways... The Legend of Errol Flynn) (téléfilm) : General Von Helmuth